# Constitution du Timor oriental
Lire en ligne

Consulter

La constitution du Timor oriental, adoptée par une Assemblée constituante le 22 mars 2002, entre en vigueur le 20 mai 2002, lors de l'indépendance du pays.

## Historique

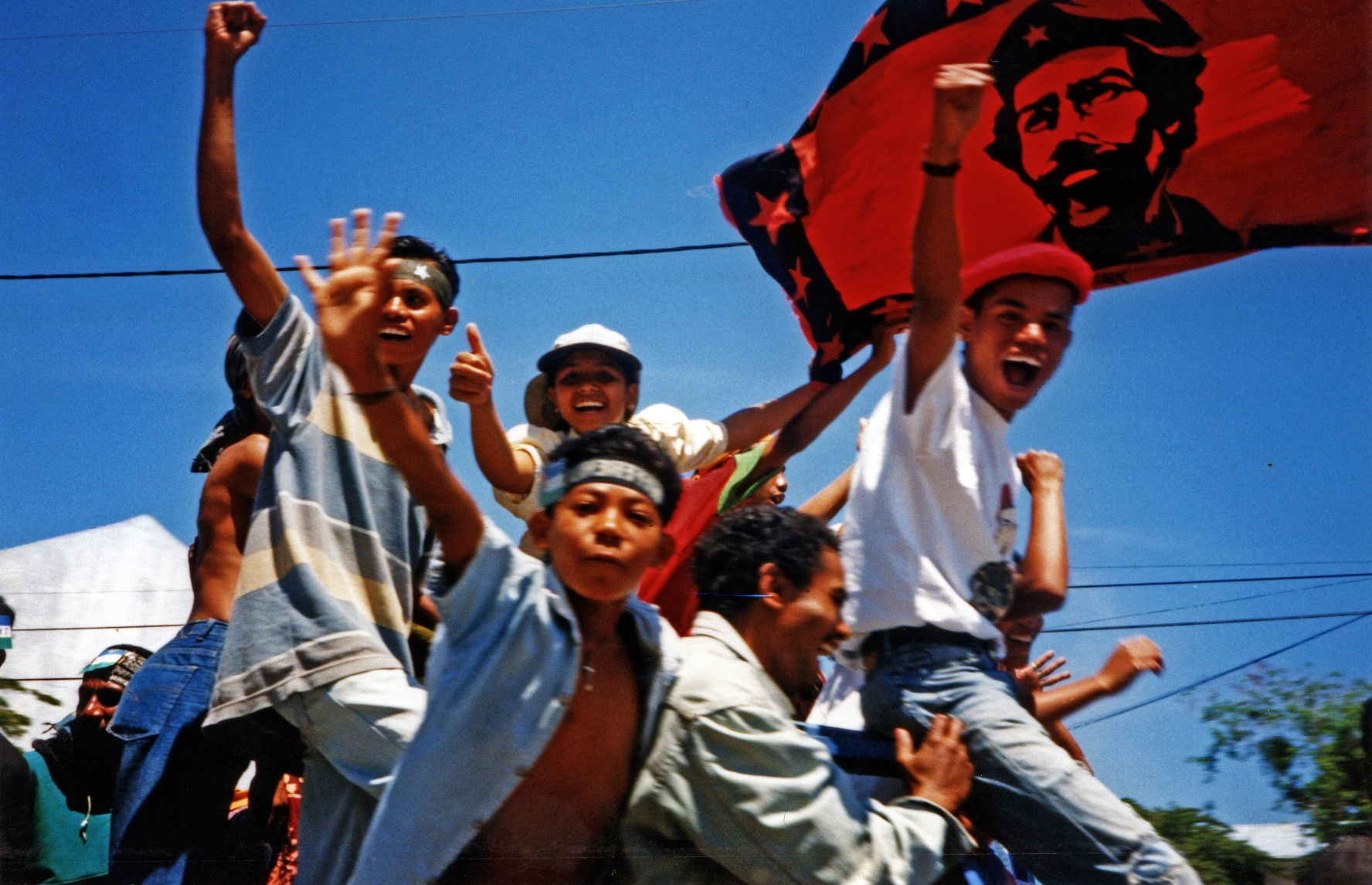
Meeting de la CNRT sur le référendum d'indépendance au Timor oriental en 1999 à Dili

Le 30 août 2001 ont lieu les premières élections libres au Timor oriental. Organisées par l'Organisation des Nations unies, elles visent à élire les 88 membres de l'Assemblée constituante. Selon le règlement de l'Administration transitoire des Nations unies au Timor oriental, la constitution doit être adoptée à la majorité qualifiée de 60 voix sous 90 jours.
L'adoption du texte prend finalement plus de six mois. La constitution est adoptée le 22 mars 2002 par 72 voix en sa faveur et 14 contre. Elle entre en vigueur le 20 mai suivant, jour de l'indépendance du pays.

## Texte
Le texte s'inspire en grande partie de la constitution portugaise de 1976.
La constitution est composée de la manière suivante :
- Préambule
- Partie I : Principes fondamentaux (15 articles)
- Partie II : Droits, devoirs, libertés et garanties fondamentales
  - Titre I : Principes généraux (13 articles)
  - Titre II : Droits, libertés et garanties personnelles (21 articles)
  - Titre III : Droits et devoirs économiques, sociaux et culturels (12 articles)
- Partie III : Organisation du pouvoir politique
  - Titre I : Principes généraux (12 articles)
  - Titre II : Présidence de la République (18 articles)
  - Titre III : Parlement national (11 articles)
  - Titre IV : Gouvernement (11 articles)
  - Titre V : Tribunaux (19 articles)
  - Titre VI : Administration publique (1 article)
- Partie IV : Organisation économique et financière
  - Titre I : Principes généraux (4 articles)
  - Titre II : Système financier et fiscal (4 articles)
- Partie V : Défense et sécurité nationales (3 articles)
- Partie VI : Garantie et révision de la constitution
  - Titre I : Garantie de la constitution (5 articles)
  - Titre II : Révision de la constitution (4 articles)
- Partie VII : Dispositions finales et transitoires (13 articles)